# 511

Verdeling van het Frankische Rijk na Clovis' dood:
Theuderik I (Reims)
Chlodomer (Orléans)
Childebert I (Parijs)
Chlotarius I (Soissons)

Het jaar 511 is het 11e jaar in de 6e eeuw volgens de christelijke jaartelling.

## Gebeurtenissen

### Europa
- Koning Clovis I overlijdt vroegtijdig in Parijs (Lutetia) na een regeerperiode van bijna 30 jaar. Het Frankische Rijk wordt verdeeld onder zijn vier zoons: Theuderik I, Chlodomer, Childebert I en Chlotarius I. Zij regeren onafhankelijk vanuit hun residentie in Reims, Orléans, Parijs en Soissons.
- De Friezen veroveren Utrecht en Dorestad. De steden worden gebruikt voor de handel met de Saksen en het Frankische achterland.
- Koning Theodorik de Grote wordt regent voor de 9-jarige Amalarik die te jong is om te regeren over het Visigotische Rijk.

## Religie
- Macedonius II, patriarch van Constantinopel, wordt afgezet en vervangen door Timotheus I, een monofysiet.

## Overleden
- Clovis I, koning van de Franken
- Maximus, bisschop van Pavia